# Arrondissement Nogent-sur-Seine
Arrondissement Nogent-sur-Seine (fr. Arrondissement de Nogent-sur-Seine) je správní územní jednotka ležící v departementu Aube a regionu Grand Est ve Francii. Člení se dále na pět kantonů a 82 obce.

## Kantony
od roku 2015:
- Aix-en-Othe (část)
- Creney-près-Troyes (část)
- Nogent-sur-Seine
- Romilly-sur-Seine
- Saint-Lyé (část)

před rokem 2015:
- Marcilly-le-Hayer
- Méry-sur-Seine
- Nogent-sur-Seine
- Romilly-sur-Seine-1
- Romilly-sur-Seine-2
- Villenauxe-la-Grande